# Bistum Segni
Das Bistum Segni war eine in Italien gelegene römisch-katholische Diözese mit Sitz in Segni, welches ab dem 5. Jahrhundert existierte. Es ging 1986 im suburbikarischen Bistum Velletri-Segni auf.

## Geschichte
Das Bistum Segni entstand im 5. Jahrhundert. Der erste historisch bekannte Bischof ist Santolo, der an der 494 von Papst Gelasius I. einberufenen römischen Synode teilnahm. 
Aus Segni stammte Papst Vitalian, der von 657 bis 672 amtierte. Zu den Bischöfen, die dem Bischofssitz von Segni das größte Ansehen verliehen, zählte der heilige Bru (1079–1123), der am 18. Juli im römischen Martyrologium als Bischof und Beichtvater verzeichnet ist. Die Päpste Lucius III. und Honorius III. kamen persönlich nach Segni: der erste, um die Heiligsprechung des Heiligen Bruno vorzunehmen (1182), und der zweite, um ihm in der Kathedrale einen Altar zu weihen (1226). 
Im Jahr 1173 war die Kathedrale von Segni Schauplatz eines weiteren wichtigen Ereignisses in der Geschichte der katholischen Kirche: der Heiligsprechung des Heiligen Thomas von Canterbury durch Papst Alexander III.
Im Jahr 1182 bestätigte Papst Lucius III. dem Bischof Peter I. die Besitztümer und Privilegien seiner Kirche und legte mit der Bulle Et ordo rationalis die Grenzen der Diözese fest. Drei Jahre später weihte der Bischof die neue Diözesankathedrale. 
Das Diözesanseminar wurde 1709 von Bischof Philip Michael Ellis, einem englischen Adligen und Kaplan des letzten katholischen englischen Königs Jakob II., in dem im 12. Jahrhundert als Apostolischer Palast erbauten Palast gegründet, in dem für kurze Zeit mehrere Päpste, darunter Papst Innozenz III., residierten. Das Gebäude beherbergt das Archiv Innozenz III., das Dokumente aus den Archiven des Sekretariats des Bischofs von Segni, des Domkapitels, des Seminars und einiger Pfarreien aufbewahrt. 
Durch Suburbicariis sedibus wurde die Seelsorge in den suburbikarischen Diözesen einem residierenden Bischof anvertraut. Nach dem Tod von Kardinalbischof Clemente Micara 1973 wurde die Diözese bis 1975 von einem Apostolischen Administrator verwaltet.  
Am 10. Juni 1975 wurde Dante Bernini zum Bischof von Velletri und von Segni. Er vereinigte damit die Bistümer in persona episcopi. 
Papst Johannes Paul II. vereinigte am 20. Oktober 1981 in der Bulle In illius patris die Diözese Segni aeque principaliter mit dem Bistum Velletri unter dem Namen „Velletri und Segni“. Schließlich wurden die beiden Bistümer mit dem Dekret Instantibus votis der Kongregation für die Bischöfe am 30. September 1986 mit der Formel plena unione fusioniert und die neue Teilkirche erhielt seinen heutigen Namen.
Zuletzt hatte das Bistum 50.035 Katholiken bei 50.170 Einwohnern.